# Tabanus enderleini
Tabanus enderleini är en tvåvingeart som beskrevs av Philip 1960. Tabanus enderleini ingår i släktet Tabanus och familjen bromsar. Inga underarter finns listade i Catalogue of Life.